# Сертанежу
Сертанежу (на португалски: sertanejo) е стил в бразилската фолк и популярна музика.
Възникнал през 1920-те години в селските райони във вътрешността на страната, в края на ХХ век сертанежу се превръща в най-популярния музикален стил в цяла Бразилия.